# 佐藤裕美
佐藤 裕美（さとう ゆうみ、12月22日）は、日本の女性声優。杉の子プロ所属。

## 出演作品

### テレビアニメ
1998年
- 突撃!パッパラ隊（桜花）

2002年
- ワイルド7 another -謀略運河-（志乃[1]）

2003年
- 魔獣戦線 THE APOCALYPSE（ネオノア）

### ビデオ
- ベネッセ 進研ゼミ小学講座 チャレンジ2年生（面）

### 六本木誠志堂ビジョン
- DVD＆ビデオビジョン（キャスター、ナレーション）

### TVCM
- 東芝EMI Me&My（ナレーション）
- スリムビューティハウス（ナレーション）
- なめたらあかんダイエット（ナレーション）

### 企業PRビデオ
- 三共 CRフィーバーもののけ（おゆき）

### その他
- TBSデジタル絵本 どうぶつえんのえんそく
- 水戸イベントVP